# دارین اوکادا
دارین اوکادا (انگلیسی: Daryn Okada؛ زادهٔ ۲ ژانویهٔ ۱۹۶۰) فیلم‌بردار اهل ایالات متحده آمریکا است.

## فیلم‌شناسی

### فیلم
- موناکو برای همیشه (۱۹۸۴)
- تصویر ذهنی ۲ (۱۹۸۸)
- Survival Quest (۱۹۸۹)
- Wild Hearts Can't Be Broken (۱۹۹۱)
- کاپیتان ران (۱۹۹۲)
- هوابرد (۱۹۹۳)
- My Father the Hero (۱۹۹۴)
- Big Bully (1996)
- آنا کارنینا (۱۹۹۷)
- Senseless (۱۹۹۸)
- هالووین اچ۲۰: ۲۰ سال بعد (۱۹۹۸)
- دریاچه وحشت (۱۹۹۹)
- Bring It On (۲۰۰۰)
- Texas Rangers (۲۰۰۱)
- دکتر دولیتل ۲ (۲۰۰۱)
- زاده برای مرگ (۲۰۰۳)
- پاپاراتزی (۲۰۰۴)
- دختران بدجنس (۲۰۰۴)
- درست مثل بهشت (۲۰۰۵)
- Stick It (۲۰۰۶)
- هارولد و کومار فرار از خلیج گوانتانامو (۲۰۰۸)
- Baby Mama (۲۰۰۸)
- ارواح دوست‌دخترهای سابق (۲۰۰۹)
- The Goods: Live Hard, Sell Hard (۲۰۰۹)
- تجدید دیدار آمریکایی (۲۰۱۲)
- بیا پلیس باشیم (۲۰۱۴)
- داستان دلفین ۲ (۲۰۱۴)

### تلویزیونی
- کسل (۲۰۱۰–۲۰۱۵) - ۲۴ اپیزود
- رسوایی (۲۰۱۵–۲۰۱۶) - ۷ اپیزود
- آناتومی گری (۲۰۱۷) - ۲ اپیزود

### کارگردان
- ‘’رسوایی (مجموعه تلویزیونی)’’ (۲۰۱۸) - ۱ پیزود
- ‘’Station 19’’ (۲۰۱۹) - ۱ اپیزود